# 406
Cette page concerne l'année 406  du calendrier julien. Pour l'année 406 av. J.-C., voir 406 av. J.-C. Pour le nombre 406, voir 406 (nombre). Pour la voiture, voir Peugeot 406.
L'année 406 est une année commune qui commence un lundi.

## Événements
- 22 août : le général et homme politique romain Stilicon écrase une armée de Barbares conduits par le roi goth Radagaise à Fésules (Fiesole) avec l’aide des Huns d’Uldin[1].
- 23 août : Stilicon fait exécuter Radagaise[1]. Les Barbares survivants sont incorporés dans l’armée romaine ou vendus comme esclaves[2].
- Automne : troubles en Bretagne. Usurpation de Marcus, qui est massacré par les légions qui l'ont proclamé. Gratien arrive au pouvoir en novembre, mais est assassiné à son tour en mars 407, date de l'avènement de Constantin III[3].
- 31 décembre : passage du Rhin des peuples germaniques et leur entrée dans l'Empire romain[4]. Plusieurs dizaines de milliers de Vandales, Alains, Suèves et Burgondes profitent de la gelée du fleuve pour s'introduire dans ses provinces occidentales.
- Aetius est otage chez les Wisigoths d'Alaric (avant 406) puis chez les Huns (après 406)[1].

## Naissance en 406
- Pascent, roi de Builth.

## Décès en 406
- 23 août : Radagaise, chef de hordes vandales, alaines et ostrogothiques, exécuté.
- Gu Kaizhi, peintre chinois.